# صحيفة أشطاري
أشطاري (وتعني بالعربية «ماذا طرأ») هي صحيفة موريتانية شعبية سياسية ساخرة تستخدم اللهجة الحسانية مما جعلها تكتسب شعبية واسعة بين الموريتانين العاديين بل أصبحت تنسب بعض الحكايات الساخرة إليها.
تحظى بانتشار واسع بين مجتمعات البظان في موريتانيا والصحراء «جبهة البوليساريو في الجزائر، والصحراء الغربية» تعتمد أشطاري توظيف رموز التراث الأسطوري لتوصيل رسالتها الإعلامية، مؤسسها السيد عبد الباقي ولد محمد كاتب وأديب وصحفي وممثل، كانت فكرة إنشاء أشطاري حينما كان متعاونا في التلفزة فأنشأ جريدة من صفحة واحدة تناقش بطريقة ودية عن حقوق المتعاونين.